# George Mason University

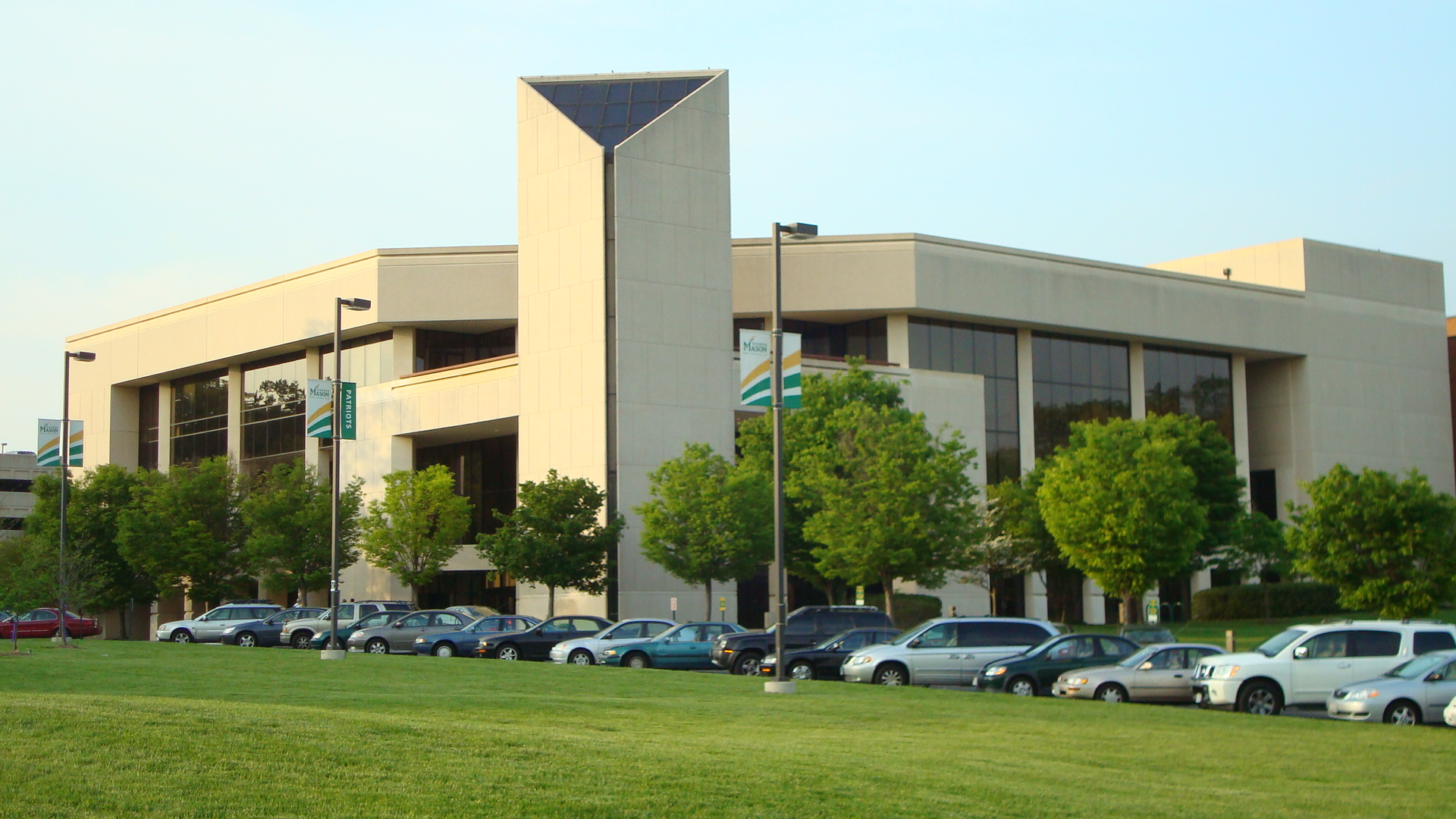
George Mason University, Center for the Arts

George Mason University (GMU) är ett statligt universitet med säte i Fairfax County strax söder om Fairfax, Virginia, USA.
Universitetet har fått sitt namn efter George Mason, grundades 1957 som en del av University of Virginia under namnet George Mason College. GMU blev självständigt 1972 och tog då sitt nuvarande namn.
Förutom huvudcampuset i Fairfax har GMU tre övriga campus:
- Arlington, där den juridiska fakulteten har funnits sedan 1979.
- Prince William i Manassas, Prince William County, sedan 1997.
- Loudoun i Loudoun County, sedan 2005.

## Kända forskare
- James M. Buchanan, nationalekonom, tilldelades Sveriges Riksbanks pris i ekonomisk vetenskap till Alfred Nobels minne 1986.
- Vernon L. Smith, nationalekonom, tilldelades Sveriges Riksbanks pris i ekonomisk vetenskap till Alfred Nobels minne 2002.
- Gordon Tullock, nationalekonom, ledande forskare inom public choice.